# Kamour
Kamour è uno dei quattro comuni del dipartimento di Guerou, situato nella regione di Assaba in Mauritania. Contava 5 908 abitanti nel censimento della popolazione del .